# آنا اسکلرن
آنا اسکلرن (انگلیسی: Anna Skellern؛ زادهٔ ۲۷ آوریل ۱۹۸۵) بازیگر اهل استرالیا است. وی از سال ۲۰۰۲ میلادی تاکنون مشغول فعالیت بوده‌است.
از فیلم‌ها یا برنامه‌های تلویزیونی که وی در آن نقش داشته‌است، می‌توان به گامبیت، دابلیو.ئی.، نزول قسمت ۲، مهلت یک ساله، حادثه تیمارستان، پوآرو، کملوت، ژو، هیومنز و تفنگدارها اشاره کرد.